# Abbeho refraktometr

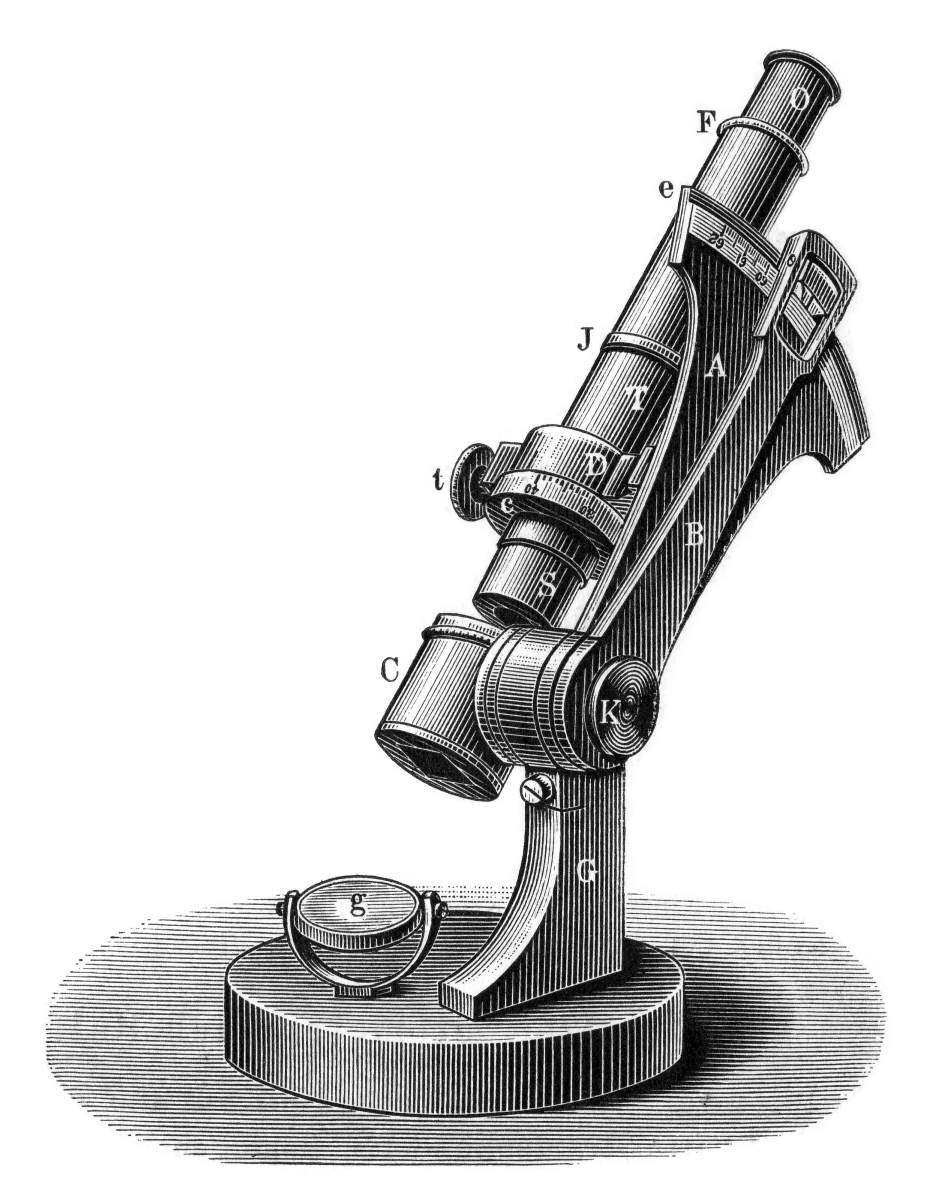
Abbeho refraktometr (dřevoryt)

Abbeho refraktometr je dvouhranolový refraktometr určený především k měření indexu lomu kapalin. Skládá se z osvětlovacího hranolu a refrakčního hranolu, které jsou zabudovány do bloku spolu s dvěma odečítacími zařízeními. Tenký film měřené kapaliny je držen kapilárními silami mezi zrněným (matovým) povrchem osvětlovacího hranolu a lesklým povrchem hranolu refrakčního. Světlo odražené zrcátkem Z prochází osvětlovacím hranolem a je rozptýleno na jeho zrněném povrchu, takže prochází kapalinou i dopadá na povrch refrakčního hranolu. Při přechodu do hranolu, jako prostředí opticky hustšího, se všechny paprsky lámou ke kolmici v různých úhlech, z nichž největší je však mezní úhel. Z refrakčního hranolu vystupuje světlo v různých úhlech ostře ohraničených mezním úhlem, za kterým již žádné světlo z hranolu nevystupuje.
Měření se provádí tak, že se těleso s oběma hranoly a měřenou kapalinou otočí posuvným šroubem tak, až se viditelné pole rozdělí na temnou a světlou polovinu s dělicí čárou umístěnou ve středu nitkového kříže okuláru.
Ve vedlejším okuláru odečteme index lomu měřené kapaliny.